# Петро-Марковка
Петро-Марковка (укр. Петро-Марківка) — село на Украине, находится в Ильинецком районе Винницкой области.
Код КОАТУУ — 0521286106. Население по переписи 2001 года составляет 45 человек. Почтовый индекс — 22750. Телефонный код — 4345.
Занимает площадь 0,56 км².

## Адрес местного совета
22750, Винницкая область, Иллинецкий р-н, с. Росоховата, ул. Ленина, 26